# 12 Books That Changed the World

Ấn bản đầu tiên (xuất bản bởi Hodder & Stoughton)

12 cuốn sách thay đổi thế giới (tựa tiếng Anh: 12 Books That Changed the World) là tên một cuốn sách của Melvyn Bragg, xuất bản năm 2006.
12 cuốn sách được liệt kê là:
- Principia Mathematica (1687) — Isaac Newton
- Married Love (1918) — Marie Stopes
- Magna Carta (1215)
- Book of Rules of Association Football (1863)
- On the Origin of Species (1859) — Charles Darwin
- On the Abolition of the Slave Trade (1789) — William Wilberforce
- A Vindication of the Rights of Woman (1792) — Mary Wollstonecraft
- Experimental Researches in Electricity (3 tập, 1839, 1844, 1855) bởi Michael Faraday
- Patent Specification for Arkwright’s Spinning Machine (1769) — Richard Arkwright
- The King James Bible (1611) — William Tyndale
- An Inquiry into the Nature and Causes of the Wealth of Nations (1776) — Adam Smith
- The First Folio (1623) — William Shakespeare